# Calloodes frenchi
Calloodes frenchi är en skalbaggsart som beskrevs av Ohaus 1912. Calloodes frenchi ingår i släktet Calloodes och familjen Rutelidae. Inga underarter finns listade.